# Рудно (Ленінградська область)
Рудно (рос. Рудно) — присілок у Сланцевському районі Ленінградської області Російської Федерації.
Населення становить 53 особи. Належить до муніципального утворення Новосельське сільське поселення.

## Історія
Згідно із законом від 1 вересня 2004 року № 47-оз належить до муніципального утворення Новосельське сільське поселення.

## Населення
| 2007 | 2010 |
| ---- | ---- |
| 57   | ↘53  |